# Тибурон
Тибурон (на испански: Tiburon, „Акула“) е град в окръг Марин, в района на залива на Сан Франциско, щата Калифорния, Съединените американски щати.
Той е с население от 9165 души (по приблизителна оценка от 2017 г.).
В Тибурон е развит туризмът. Градът предлага хубави гледки към Санфранциския залив, Алкатрас и Сан Франциско. Има пристанище, от където може да се вземе ферибот до Пристанище Сан Франциско.